# 小行星4994
小行星4994（4994 Kisala）是一颗围绕太阳公转的小行星。1983年9月1日，亨利·德波鸿诺在拉西拉天文台发现了此天体。
这颗小行星的绝对星等为5.341608887122928等。